# RIZIN.44
RIZIN.44（ライジン・フォーティーフォー）は、日本の総合格闘技団体「RIZIN」の大会の一つ。
2023年9月24日に埼玉県さいたま市さいたまスーパーアリーナで開催された。

## 概要
2023年7月17日の記者会見にて、開催が告知され、2023年7月30日の超RIZIN.2で一部対戦カードが発表された。メインイベントでは初代SRCフェザー級王者の金原正徳が、第3代RIZINフェザー級王者で、RIZIN.43で体重超過により王座を剥奪され、今大会再起戦のクレベル・コイケと対戦し、グラウンドの局面で完封し、日本人としてクレベルから14年ぶり、またRIZINでは初の勝利を判定で収めた。
第7試合終了後、RIZIN LANDMARK 6で太田忍と対戦予定であった井上直樹が欠場し、佐藤将光が代役出場することが発表された。また榊原信行CEOが、朝倉海の復帰戦の相手として、総合格闘技挑戦を表明した皇治にその場で出場を交渉した。
2023年12月21日に高田延彦キャプテンがRIZINを離脱することを発表したため、オープニングの「出てこいや！」の決め台詞や試合の解説を担当するのは本大会が最後となった。
地上波では11月1日夜8時から夜9時55分まで三重テレビ放送で録画放送した。

## 対戦カード
第1試合 MMAルール 57.0kg契約ワンマッチ 5分3R
×  征矢貴 vs.  ラマザン・テミロフ ○
1R 3:15 KO（スタンドパンチ）
第2試合 MMAルール 120.0kg契約ワンマッチ 5分3R
○  シビサイ頌真 vs.  ヤノス・チューカス ×
1R 2:27 ヒールホールド
第3試合 MMAルール 61.0kg契約ワンマッチ 5分3R
○  中島太一 vs.  岡田遼 ×
3R終了 判定3-0
第4試合 MMAルール 57.0kg契約ワンマッチ 5分3R
○  福田龍彌 vs.  山本アーセン ×
3R 1:37 TKO（ドクターストップ）
第5試合 MMAルール 66.2kg契約ワンマッチ 5分3R
○  摩嶋一整 vs.  横山武司 ×
3R終了 判定3-0
第6試合 MMAルール 66.0kg契約ワンマッチ 5分3R
○  中原由貴 vs.  白川陸斗 ×
3R終了 判定3-0
第7試合 キックボクシングルール 70.0kg契約ワンマッチ 3分3R
○  安保瑠輝也 vs.  宇佐美正パトリック ×
3R終了 判定3-0 (29-26、29-27、29-26)
第8試合 MMAルール 71.0kg契約ワンマッチ 5分3R
×  スパイク・カーライル vs.  堀江圭功 ○
3R終了 判定0-3
第9試合 MMAルール 66.0kg契約ワンマッチ 5分3R
○  牛久絢太郎 vs.  萩原京平 ×
3R終了 判定3-0
第10試合 MMAルール 66.0kg契約ワンマッチ 5分3R
×  クレベル・コイケ vs.  金原正徳 ○
3R終了 判定0-3

### カード変更
カード変更は以下の通り
- スダリオ剛 vs. トッド・ダフィー →ダフィーのパスポート盗難被害により入国不可能となり中止。[3][4]。